# پرچم واشینگتن

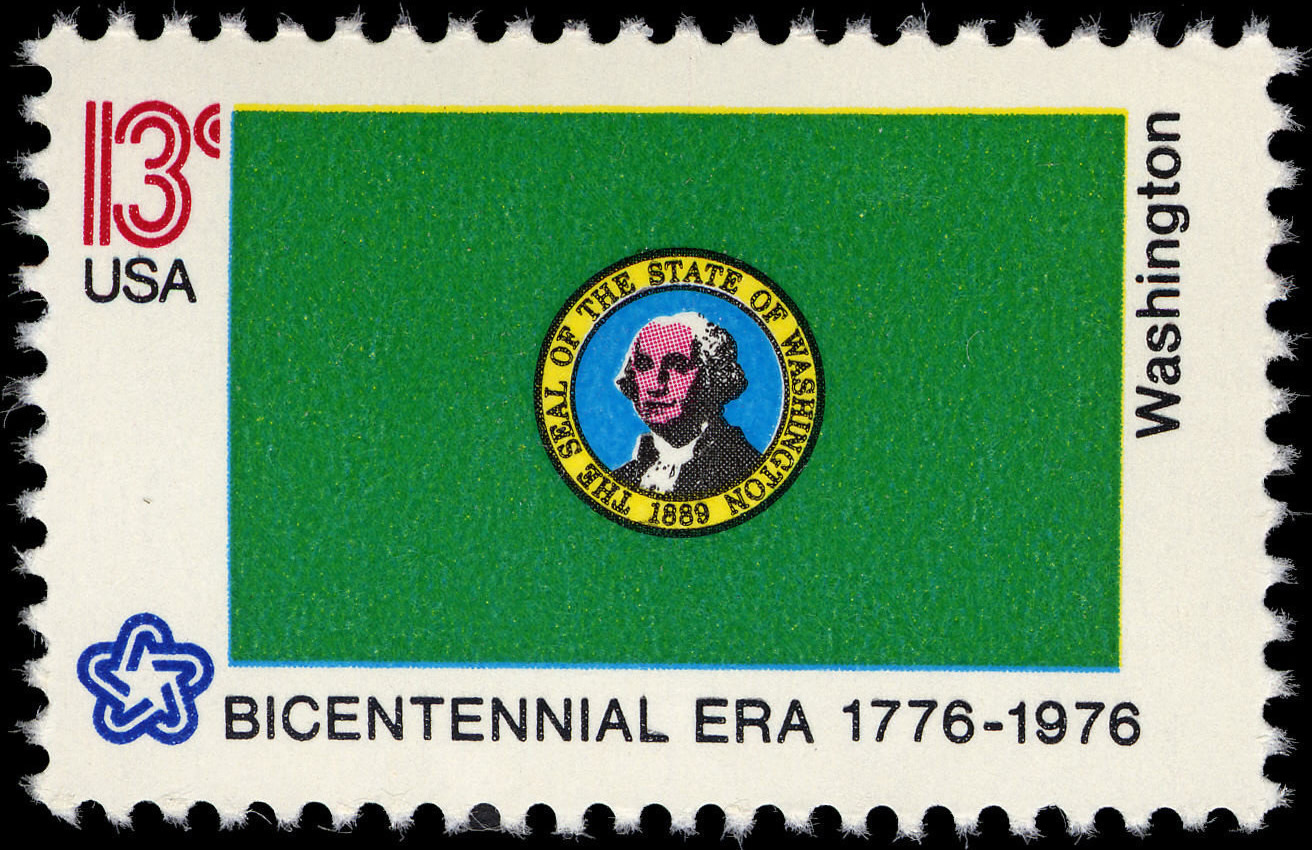
تمبر واشنگتن

پرچم واشینگتن در ۳ فوریه ۱۹۲۳ پذیرفته شد.این پرچم دارای زمینه سبز با نماد این کشور در وسط آن قرار دارد.